# O homem do ano
O homem do ano (del portugués: El hombre del año) es una película brasileña del año 2003 dirigida por el cineasta José Henrique Fonseca, cuyo guion es una adaptación, por parte de Rubem Fonseca, del libro O matador de la escritora Patrícia Melo. Los actores que protagonizan a los personajes principales son Murilo Benício, Cláudia Abreu y Natália Lage. 

## Trama
Máiquel, un chico residente en la ciudad brasileña de Río de Janeiro, decide ir a la peluquería a teñirse el pelo de rubio. Cuando se ve en el espejo, el resultado no le desagrada; el cabello oxigenado le confiere un nuevo aspecto, es como si pareciese otro. 
Acompañado por la peluquera Cledir, dispuesto a enseñarle su nuevo físico a sus amigos, va al bar de su amigo Gonzaga. Allí, a todos les hace gracia su apariencia y se ríen de él, se lo toma como una humillación delante de su chica, Cledir. Se encara con Suel, el chico que más se reía de todo el bar, quien resulta ser un delincuente conocido en el barrio. Empujado por su orgullo le mata al día siguiente de un disparo mientras caminaba por la calle con su chica, Érica. 
Máiquel es felicitado por todo el vecindario, hasta por la policía, por el hecho de haber acabado con una persona que no hacía más que molestar y delinquir. A pesar de seguir recibiendo regalos a modo de agradecimiento por parte de numerosas personas, no se siente orgulloso del asesinato. Érica, la que era novia de Suel, le exige a Máiquel que ahora le mantenga, por el hecho de haber matado a su novio; se queda a vivir en su casa. 
Los dientes de Máiquel tienen caries y en especial hay un diente que le duele. Acude al dentista y como este sabe que no dispone de dinero para pagar el tratamiento, se lo hará a cambio de que mate al tipo Máiquel no quería hacerlo, pero el dolor de muelas bien valía ese asesinato 
Las aspiraciones de Máiquel son las de formar una familia y encontrar un trabajo. Su chica Cledir se queda embarazada, se casan y consigue un trabajo como dependiente en una pajarería. Pero le gustaría mejorar, le gustaría tener una vivienda mejor y un trabajo mejor en el cual pudiera ganar más dinero. Le proponen poner en marcha un negocio de seguridad y así mantener a los empresarios y comerciantes libres de los delincuentes, por supuesto tendrá que matar a dichos delincuentes a cambio de grandes cantidades de dinero que le permiten comprar un piso nuevo donde vivir con Cledir y su hija. 
Los empresarios premian a Máiquel con el galardón de "Hombre del año" por su labor contributiva al barrio en materia de seguridad. 
Tras varios días de convivencia con Érica, se enamora de ella y mata a Cledir. Su vida, desde que se tiñó el pelo, se ha convertido en la de un asesino a sueldo y lo que quiere es volver a su vida anterior,  tranquila, en la que no convivía con el crimen. Para ello mata al dentista y a Santana, sus introductores en la empresa de seguridad, y se destiñe el pelo. 

## Producción
- Director:

José Henrique Fonseca es un cineasta y director brasileño.
Dirige anuncios y videoclips en Conspiração Filmes, productora que fundó junto a Lula Buarque de Hollanda, Cláudio Torres y Arthur Fontes. Es hijo del escritor Rubem Fonseca y está casado con la actriz Cláudia Abreu, con quien tiene cuatro hijos. 
Se formó en derecho en la Facultad Cândido Mendes, pero prefirió el cine y el mundo audiovisual como su medio de trabajo. 
Dirigió una serie para la televisión, Agosto (codirigida con Paulo José), antes de estrenarse en el cine, con el episodio Cachorro!, del largometraje Traição  (1998). Se estrenó con el largometraje O Homem do Ano (2003). En 2005 dirigió y produjo con la productora HBO la serie Mandrake, basada en los cuentos escritos por su padre en los cuales el abogado criminalista Mandrake era el protagonista. Dirigió Heleno, basada en la vida del jugador de fútbol Heleno de Freitas y protagonizada por Rodrigo Santoro.
- Reparto
- Cláudia Abreu . . . . Cledir

Debutó en Rede Globo en 1986 al participar en un episodio de Teletema. Despuntó interpretando los papeles principales de la novela Hipertensão. En una enmienda, se integró en el elenco de la novela O Outro.  
Con el surgimiento de tantos trabajos, estudiaba de noche para completar sus estudios. Aunque fuese una buena estudiante, no se llegó a presentar a la selectividad y decidió volver a las aulas a los 30 años de edad, estudiando en la facultad de filosofía. La serenidad con la que encara la profesión se demuestra por el hecho de volver a estudiar y por la búsqueda de experiencias desafiadoras y de buenos personajes, siempre interesada en la diversificación de papeles, géneros dramáticos y medios de comunicación. 
Se volvió popular por una serie de papeles sobresalientes en novelas, miniseries, series y especiales de la TV Globo. En el año 1988 llegó a presentar el musical Globo de Ouro. Su carrera televisiva alterna con breves participaciones en el teatro, cine o debido a su maternidad. 
En 1992 integró el elenco de la miniserie Anos Rebeldes, interpretando a la joven Heloísa. Su actuación e la miniserie le valió el premio de mejor actriz por la Asociación Paulista de los Críticos de Arte. A continuación protagonizó la novela Pátria Minha y posteriormente a ese trabajo se tomó un periodo sabático a partir de 1995. En el año 1999, su retorno a las grandes producciones de televisión vino con el papel de la esclava blanca Olívia Xavier, en Força de um Desejo. En 2001, hizo una aparición en la película O Xangô de Baker Street como la baronesa María Luisa. 
Su participación en el año 2003 en la película O Homem do Ano fue emblemático debido a que la película recibió un premio a la mejor adaptación; el guion fue adaptado por Rubem Fonseca, su marido. 
En 2002 participó en la miniserie O Quinto dos infernos interpretando a Amélia de Leuchtenberg, segunda esposa del emperador brasileño Don Pedro I. También participó en O Caminho das Nuvens, una road movie brasileña acerca de una familia de nordestinos que, en bicicleta, parten hacia Río de Janeiro en busca de una vida mejor.
En el año 2006 interpretó a Glória en Os Desafinados, película estrenada en 2008, y le valió el premio QUEM a la mejor actriz.
En 2012 interpretó a la cantante Chayene en la novela Cheias de Charme, que requirió una preparación específica con clases de canto En el año 2013 participó en O Dentista Mascarado, interpretando Leona, una famosa actriz de TV brasileña. El año 2014 interpretó a la actriz estadounidense Pamela, protagonista de Geração Brasil.
- Natália Lage . . . . Érica

Natália Lage Vianna Soares, nació el 30 de octubre de 1978 en Niterói. Es actriz de teatro, cine y televisión brasileña.
A los cuatro años de edad, incentivada por el padre, un administrador de empresas, Natália Lage participó en diversos anuncios de televisión. Después del primero, para la Caixa Econômica Federal, fue muy solicitada, anunciando desde refrescos hasta crema dental. A los nueve años participaba en la serie Tarcísio e Glória,  emitida entre abril y diciembre del año 1988. Natália hizo novelas desde los diez años, cuando estrenó O Salvador da Pátria. Fue la protagonista de la novela O Amor Está no Ar, en el año 1997.
En el cine participó en O Homem do Ano, adaptación del libro O Matador de Patrícia Melo.
Estuvo en el espectáculo teatral Quando Se é Algém, basado en el texto de Luigi Pirandello. En 2010 estuvo en el elenco de la película Como Esquecer  interpretando Lisa. En ese mismo año también participó en la obra de teatro Comédia Russa, escrita por Pedro Brício y la dirección de João Fonseca.
Natália fue parte del elenco de la serie A Grande Família  hasta el año 2011, momento en el que abandonó la serie. En 2013 participó en la película Vai que Dá Certo  como Jaqueline. La película se estrenó en marzo de 2013 en los cines brasileños.

## Reconocimientos
Los más importantes son:
- Festival de cine de Bogotá, 2003 (Colombia)

Nominación en la categoría a mejor película.
- Festival de cine brasileño de Miami, 2003 (EUA)

Premiada en la categoría a mejor película, mejor director y mejor actor (Murilo Benício).
- Grand premio Cine Brasil, 2004 (Brasil)

Nominación en la categoría de mejor actriz (Natália Lage), mejor guion adaptado, mejor maquillaje y mejor fotografía.
- Festival de cine latinoamericano de Washington (EUA)

Premiada en la categoría a la mejor película y mejor actor (Murilo Benício)
- Festival de La Habana, 2003 (Cuba)

Premiada en la categoría de mejor dirección de arte.
- Festival Internacional de cine de Donostia-San Sebastián, 2003 (España)

Premiada en la categoría de Mención Especial.
- Festival Internacional de cine de San Francisco, 2003 (EUA)

Premio en la categoría de mejor dirección.